# Cerapteryx grisea
Cerapteryx grisea là một loài bướm đêm trong họ Noctuidae.